# Prospero Nuvoli
Conte Prospero Nuvoli di Grinzane (Torino, 5 maggio 1901 – San Damiano d'Asti, 1986) è stato un militare, aviatore e ingegnere italiano, progettista di alcuni tipi di aerei da turismo, e uno dei fondatori del Centro di studi metodologici di Torino.

## Biografia
Nacque a Torino, in via San Francesco da Paola 25, il 5 maggio 1901. Studiò dapprima al liceo classico "Massimo d'Azeglio", e poi, nel 1924, conseguì la laurea in ingegneria meccanica ed elettrotecnica presso il Politecnico di Torino. Appena terminati gli studi vinse un concorso emesso dal G.A.R.I. (Genio Aeronautico Ruolo Ingegneri) ed entrò nella Regia Aeronautica, assegnato alla Direzione delle Costruzioni Aeronautiche di Torino, allora diretta dal tenente colonnello ingegnere Luigi Tagliasacchi. 
Assegnato come ufficiale di sorveglianza allo stabilimento della Fiat Aviazione, in via Nizza, e poi alla Fiat Aeronautica d’Italia, in corso Francia, iniziò a lavorare al progetto di un proprio velivolo da turismo e addestramento primario. Il 10 febbraio 1931, dopo aver ottenuto l'autorizzazione del Ministero dell'aeronautica, in soli nove mesi completò il progetto del velivolo che fu designato Nuvoli N.3. Il prototipo andò in volo per la prima volta il 30 ottobre dello stesso anno nelle mani del collaudatore Francesco Brach Papa, ed al termine dei collaudi fu adottato come velivolo personale dal Ministro dell'aviazione Italo Balbo.

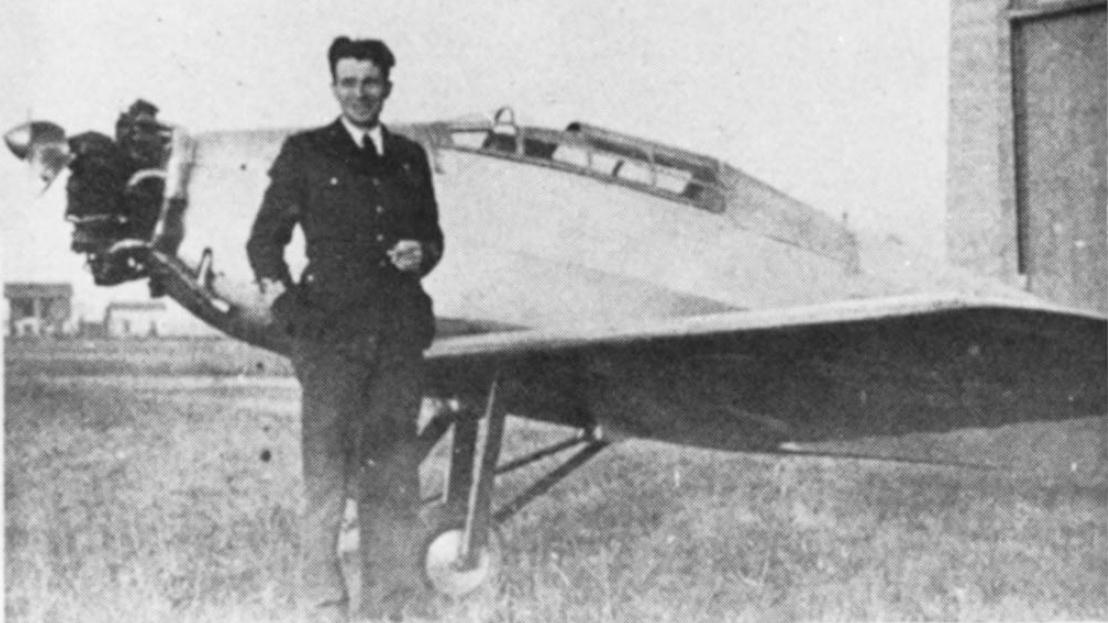
Il capitano Nuvoli davanti al prototipo dell'N.5.

Nel 1934 conseguì il brevetto di pilotaggio presso la R.U.N.A. di Ravenna.
In quello stesso anno realizzo a proprie spese il Laboratorio Artigianale Aeronautico (L.A.A.) situato in via Crissolo 25, in Borgo San Paolo, a Torino. Prima realizzazione fu un velivolo da turismo monoposto, designato Nuvoli N.5, che fu poi prodotto in pochi esemplari. Capostipite di una fortunata serie di velivoli da turismo che ottennero all'epoca diversi record di velocità e altezza, l'N.5 viene acquistato dal Ministero dell'aeronautica per la cifra di 60.000 lire. L'11 agosto 1938, a causa dei propri impegni presso il Genio Aeronautico, cedette la propria azienda alla Società Nazionale Officine di Savigliano, insieme al progetto di un bimotore quadriposto designato Nuvoli N.6.
Dopo lo scoppio della guerra civile spagnola nel 1936, partì per la Spagna assegnato alla "Legion del Tercio", rientrando in Patria l'anno seguente in quanto nominato direttore della Direzioni delle Costruzioni Aeronautiche di Torino. Dopo l'entrata in guerra del Regno d'Italia, ricoprì svariati incarichi militari, nel 1940 fu nominato Ispettore di produzione del nuovo caccia appartenente alla Serie 5, il Fiat G.55 Centauro. Nello stesso anno fu al seguito del Corpo Aereo Italiano, allora al comando del generale Rino Corso Fougier, che aveva quartier generale a Bruxelles, dove curò l'antiaerea dei tre aeroporti utilizzati. Rientrò in Italia nel gennaio 1941, venendo destinato a Bari presso la 4ª Squadra Aerea del generale Gennaro Tedeschini Lalli. Dopo la firma dell'armistizio dell'8 settembre 1943 lasciò il proprio incarico entrando successivamente nelle file della resistenza nel SAP. Arrestato ed incarcerato nel 1944, venne liberato grazie per l'intervento del professor Vittorio Valletta, ed assunto alla Fiat Aviazione come direttore dello stabilimento di Riva del Garda (provincia di Trento). Lasciò definitivamente la vita militare nel 1945. In quello stesso anno, insieme a Nicola Abbagnano, Pietro Buzano, Eugenio Frola, Ludovico Geymonat e Enrico Persico, diede vita al Centro di Studi Metodologici (CSM), prestando la propria abitazione per le riunioni dei soci.
Promosso generale nel 1955, in quell'anno venne eletto sindaco di San Damiano d'Asti, dove risiedette sino alla morte, avvenuta nel corso del 1986.

## Pubblicazioni
- Astixio, Tipo-litografia Fratelli Morino, Torino, 1975.

### Esplicative
1. ↑  Lavorò alacremente a causa di una scommessa effettuata con il senatore Giovanni Agnelli. La cena fu poi pagata dal senatore presso il ristorante “Il Cambio” di Torino.
2. ↑  L'Aero Club d'Italia di allora.
3. ↑  Dapprima al comando del generale Ruggero Bonomi e poi del generale Vincenzo Velardi.

### Bibliografiche
1. 1 2 3 4 5  Sgarlato 2018, p. 10.
2. 1 2 3 4 5 6 7 8  Comune di Torino.
3. 1 2 3 4  Betti, Guerraggio, Termini 2013, p. 147.
4. 1 2  Sgarlato 2018, p. 12.
5. ↑  Sgarlato 2018, p. 13.
6. ↑  Sgarlato 2018, p. 14.
7. ↑  Sgarlato 2018, p. 15.
8. ↑  Betti, Guerraggio, Termini 2013, p. 145.

### Periodici
- Alessio Sgarlato, Prospero Nuvoli artigiano dell'aria, in Aerei nella Storia, Parma, West-Ward Edizioni, dicembre-gennaio 2018-2019,  pp. 10-15.

### Siti web
- Omaggio a Prospero Nuvoli, genio aeronautico torinese, su Comune di Torino, http://www.comune.torino.it. URL consultato il 6 dicembre 2018.